# Tōrō nagashi
Tōrō nagashi (灯籠流し) est une cérémonie japonaise de lanterne flottante, au cours de laquelle les participants font flotter des lanternes en papier le long d'une rivière — « tōrō » est un autre mot pour « lanterne », tandis que « nagashi » signifie « croisière, flux ». Elle a habituellement lieu lors de la dernière soirée du festival O bon. Elle est basée sur la croyance que les lanternes guident les esprits des disparus vers l'autre monde.
La cérémonie peut avoir lieu certains autres jours de l'année pour d'autres raisons, comme pour commémorer les victimes du bombardement atomique d'Hiroshima et du vol 123 Japan Airlines ; ou dans d'autres régions du monde, telles que Hawaï, pour commémorer la fin de la Seconde Guerre mondiale.
Les lanternes blanches représentent ceux qui sont morts au cours de l'année écoulée. Une croyance japonaise veut que les humains proviennent de l'eau, de sorte que les lanternes représentent leurs corps qui retournent à l'eau (la mer dans ce cas).

## Référence
- (en) Cet article est partiellement ou en totalité issu de l’article de Wikipédia en anglais intitulé « Tōrō nagashi » (voir la liste des auteurs).

1. ↑  (en) Christopher Philip Hood, Dealing with Disaster in Japan : responses to the flight JL123 crash [« Traitement des catastrophes au Japon : réponses au crash du vol 123 Japan Airlines »], New York, Routledge, coll. « Routledge Contemporary Japan Series », 2012, 288 p. (ISBN 978-0-203-80450-6), p. 148-149.